# Mauricio Gugelmin
Mauricio Gugelmin (20 d'abril del 1963, Joinville, Brasil) va ser un pilot de curses automobilístiques brasiler que va arribar a disputar curses de Fórmula 1. Mauricio Gugelmin va debutar a la primera cursa de la temporada 1988 (la 39a temporada de la història) del campionat del món de la Fórmula 1, disputant el 3 d'abril del 1988 el G.P. de Brasil al circuit de Jacarepagua.
Va participar en un total de vuitanta curses puntuables pel campionat de la F1, disputades en cinc temporades consecutives (temporada 1988 - 1992), aconseguint una tercera posició com millor classificació en una cursa i assolí deu punts pel campionat del món de pilots.

## Resultats a la Fórmula 1
| Any  | Equip                          | Xassís       | Motor  | 1       | 2       | 3       | 4       | 5       | 6         | 7       | 8       | 9       | 10      | 11      | 12      | 13      | 14      | 15      | 16      | Posició | Punts |
| ---- | ------------------------------ | ------------ | ------ | ------- | ------- | ------- | ------- | ------- | --------- | ------- | ------- | ------- | ------- | ------- | ------- | ------- | ------- | ------- | ------- | ------- | ----- |
| 1988 | Leyton House March Racing Team | March        | Judd   | BRA Ret | SMR 15  | MON Ret | MEX Ret | CAN Ret | E.USA Ret | FRA 8   | GBR 4   | ALE 8   | HUN 5   | BEL Ret | ITA 8   | POR Ret | ESP 7   | JAP 10  | AUS Ret | 13è     | 5     |
| 1989 | Leyton House Racing            | March        | Judd   | BRA 3   | SMR Ret |         |         |         |           |         |         |         |         |         |         |         |         |         |         | 16è     | 4     |
| 1989 | Leyton House Racing            | March        | Judd   |         |         | MON Ret | MEX NVQ | USA     | CAN       | FRA NC  | GBR Ret | ALE Ret | HUN Ret | BEL 7   | ITA Ret | POR 10  | ESP Ret | JAP 7   | AUS 7   | 16è     | 4     |
| 1990 | Leyton House                   | Leyton House | Judd   | USA 14  | BRA NVQ | SMR Ret | MON NVQ | CAN NVQ | MEX NVQ   | FRA Ret | GBR NVS | ALE Ret | HUN 8   | BEL 6   | ITA Ret | POR 12  | ESP 8   | JPN Ret | AUS Ret | 18è     | 1     |
| 1991 | Leyton House                   | Leyton House | Ilmor  | USA Ret | BRA Ret | SMR 12  | MON Ret | CAN Ret | MEX Ret   | FRA 7   | GBR Ret | ALE Ret | HUN 11  | BEL Ret | ITA 15  | POR 7   | ESP 7   | JPN 8   | AUS 14  | -       | 0     |
| 1992 | Sasol Jordan Yamaha            | Jordan       | Yamaha | SUD 11  | MEX Ret | BRA Ret | ESP Ret | SMR 7   | MON Ret   | CAN Ret | FRA Ret | GBR Ret | ALE 15  | HUN 10  | BEL 14  | ITA Ret | POR Ret | JPN Ret | AUS Ret | -       | 0     |

### Resum
| Curses: | Victòries: | Pòdiums: | Poles: | Voltes ràpides: | Punts: |
| ------- | ---------- | -------- | ------ | --------------- | ------ |
| 80 (74) | 0          | 1        | 0      | 1               | 10     |